# Scymnus haemorrhoidalis
Scymnus haemorrhoidalis es una especie de escarabajo del género Scymnus,  familia Coccinellidae. Fue descrita científicamente por Herbst en 1797.
Se distribuye por Europa. Mide 1,5-2,3 milímetros de longitud. Esta especie prefiere habitar en ecosistemas húmedos.

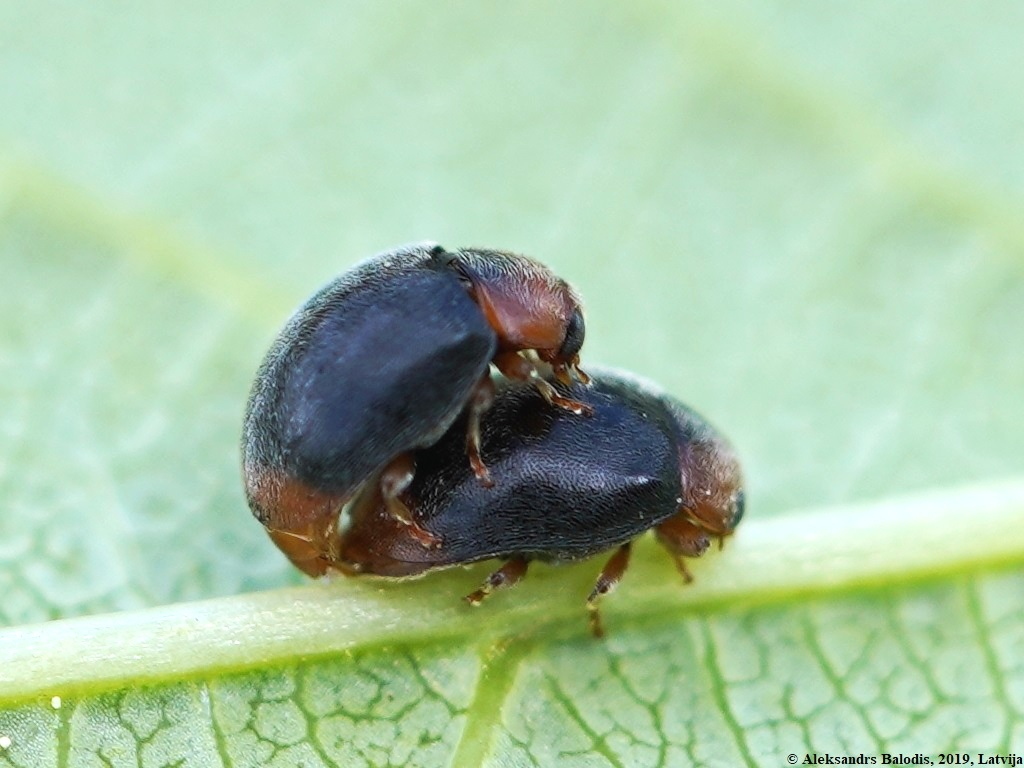
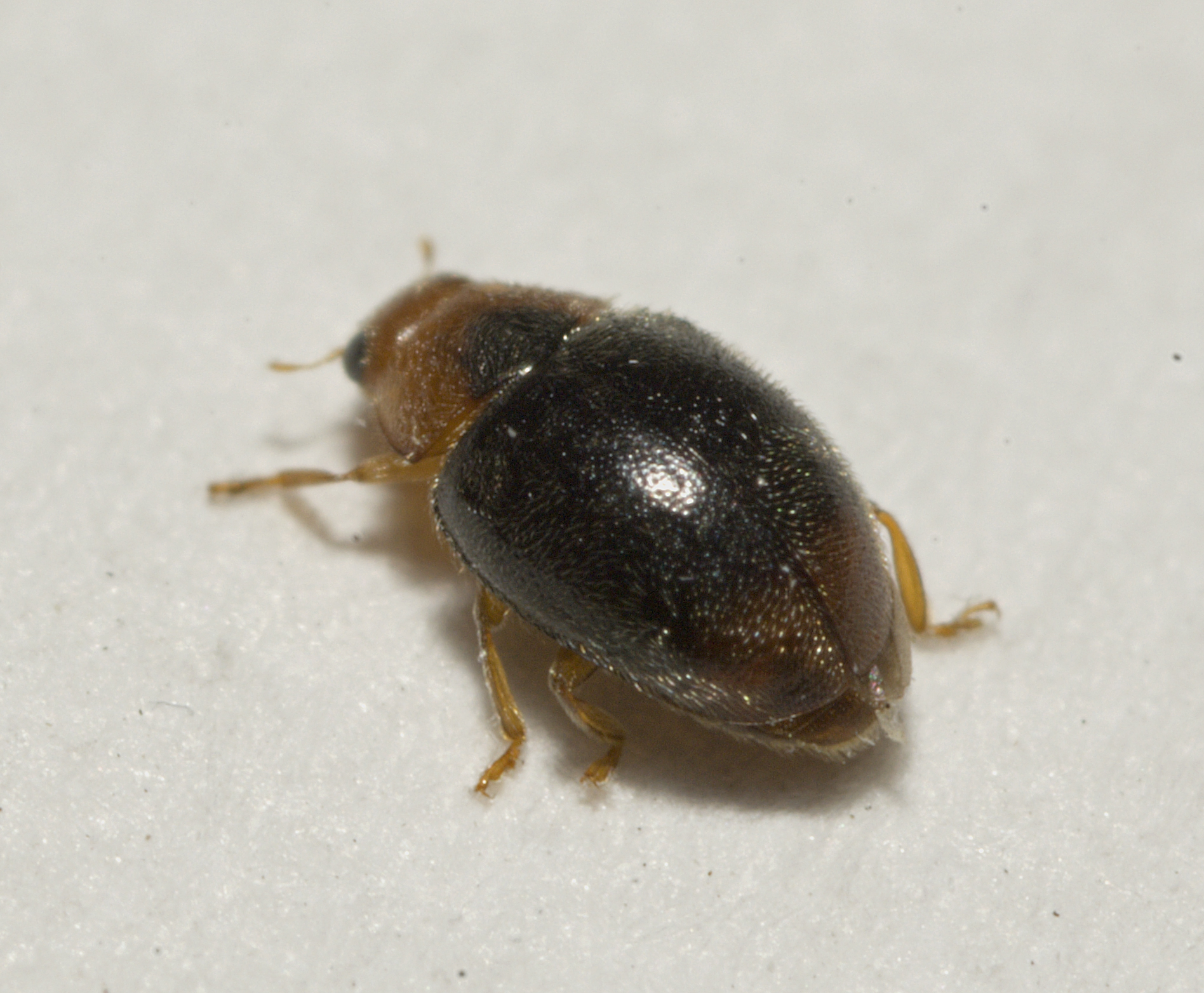
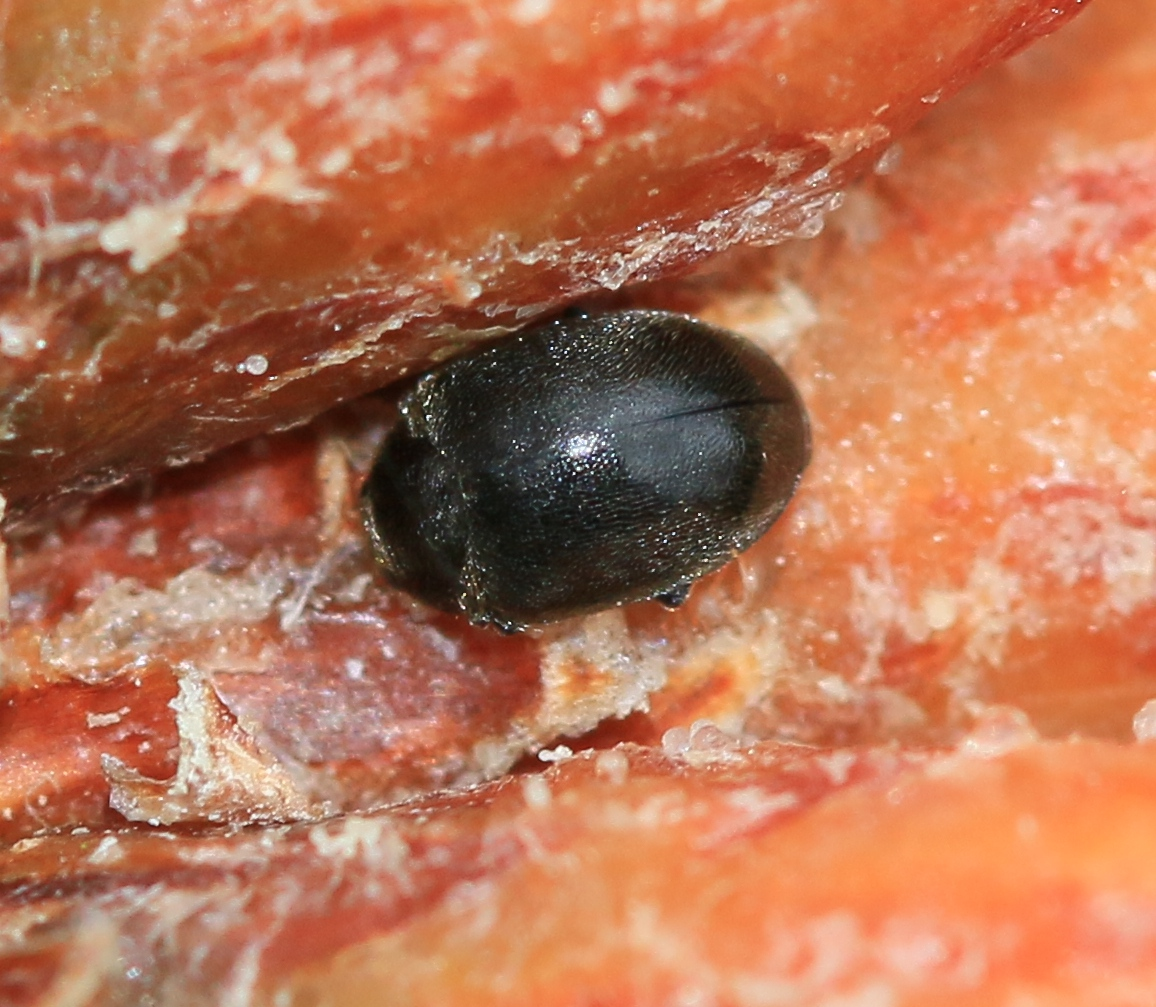